# Venice (Nueva York)
Venice es un pueblo ubicado en el condado de Cayuga en el estado estadounidense de Nueva York. En el año 2000 tenía una población de 1.286 habitantes y una densidad poblacional de 12.1 personas por km².

## Geografía
Venice se encuentra ubicado en las coordenadas 42°43′16″N 76°31′55″O / 42.72111, -76.53194.

## Demografía
Según la Oficina del Censo en 2000 los ingresos medios por hogar en la localidad eran de $41,184, y los ingresos medios por familia eran $44,375. Los hombres tenían unos ingresos medios de $28,967 frente a los $21,908 para las mujeres. La renta per cápita para la localidad era de $16,254. Alrededor del 7.6% de la población estaban por debajo del umbral de pobreza.